# Andres Tarand
Andres Tarand (født 11. januar 1940) er en estisk politiker, der var premierminister for Estland fra 1994 til 1995. Han var også medlem af Europa-Parlamentet for Estlands Socialdemokrati mellem 2004 og 2009, og der medlem af EU-gruppen De Europæiske Socialdemokrater.